# 131 Rezerwowa Kompania Saperów
131 Rezerwowa Kompania Saperów (131 rez. ksap) – pododdział saperów Wojska Polskiego II RP.

## Historia kompanii
131 kompania saperów rezerwowych nie występowała w organizacji pokojowej Wojska Polskiego była mobilizowana w alarmie z terminem gotowości w ciągu 28 godzin przez 3 Batalion Saperów Wileńskich. Została sformowana w dniu 24 sierpnia, mobilizacja przebiegała dość sprawnie. Stan wyposażenia: brak koców, bielizny, hełmów, a także zbyt mała ilość amunicji wymusił przesunięcie gotowości marszowej z 25 sierpnia na 27 sierpnia 1939. Kompania dysponowała sprzętem taborowym w dość dobrym stanie, który otrzymała z jednego majątku. Zgodnie z planem mobilizacyjnym kompania została przydzielona do Armii Łódź jako oddział poza dywizyjny.